# Katedra św. Michała i św. Jerzego w Aldershot
Katedra św. Michała i św. Jerzego w Aldershot (ang. Cathedral of St Michael and St George, Aldershot) – katedra rzymskokatolicka w Aldershot. Główna świątynia ordynariatu wojska brytyjskiego. Mieści się przy Queen's Avenue.
Budowa świątyni zakończyła się w 1892, konsekrowana w 1892. Reprezentuje styl neoromański. Projektantami świątyni byli dwaj wojskowi inżynierowie. Posiada jedną wieżę.